# Filmografia actriței Sandra Bullock
Sandra Bullock este o actriță și producătoare americană de origine germană. A debutat în film cu un rol minor în thrillerul lui J. Christian Ingvordsen Hangmen din 1987. În televiziune a debutat în filmul Bionic Showdown: The Six Million Dollar Man and the Bionic Woman'' (1989) și a jucat rolul principalul în sitcomul cu viață scurtă Working Girl (1990).
Aceasta este filmografia actriței Sandra Bullock:

## Film

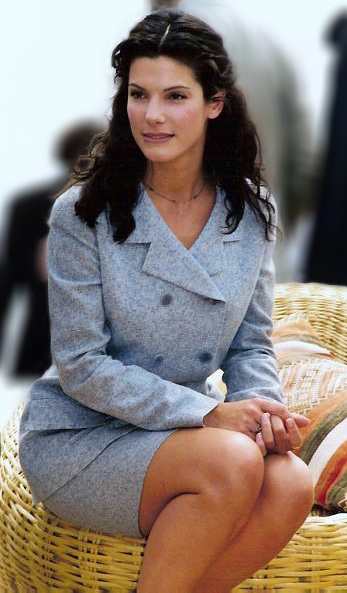
Bullock la 1996 Cannes Film Festival

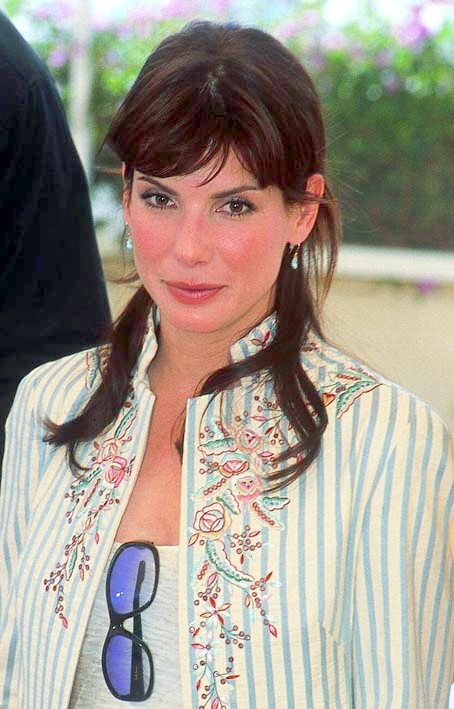
Bullock la 2002 Cannes Film Festival

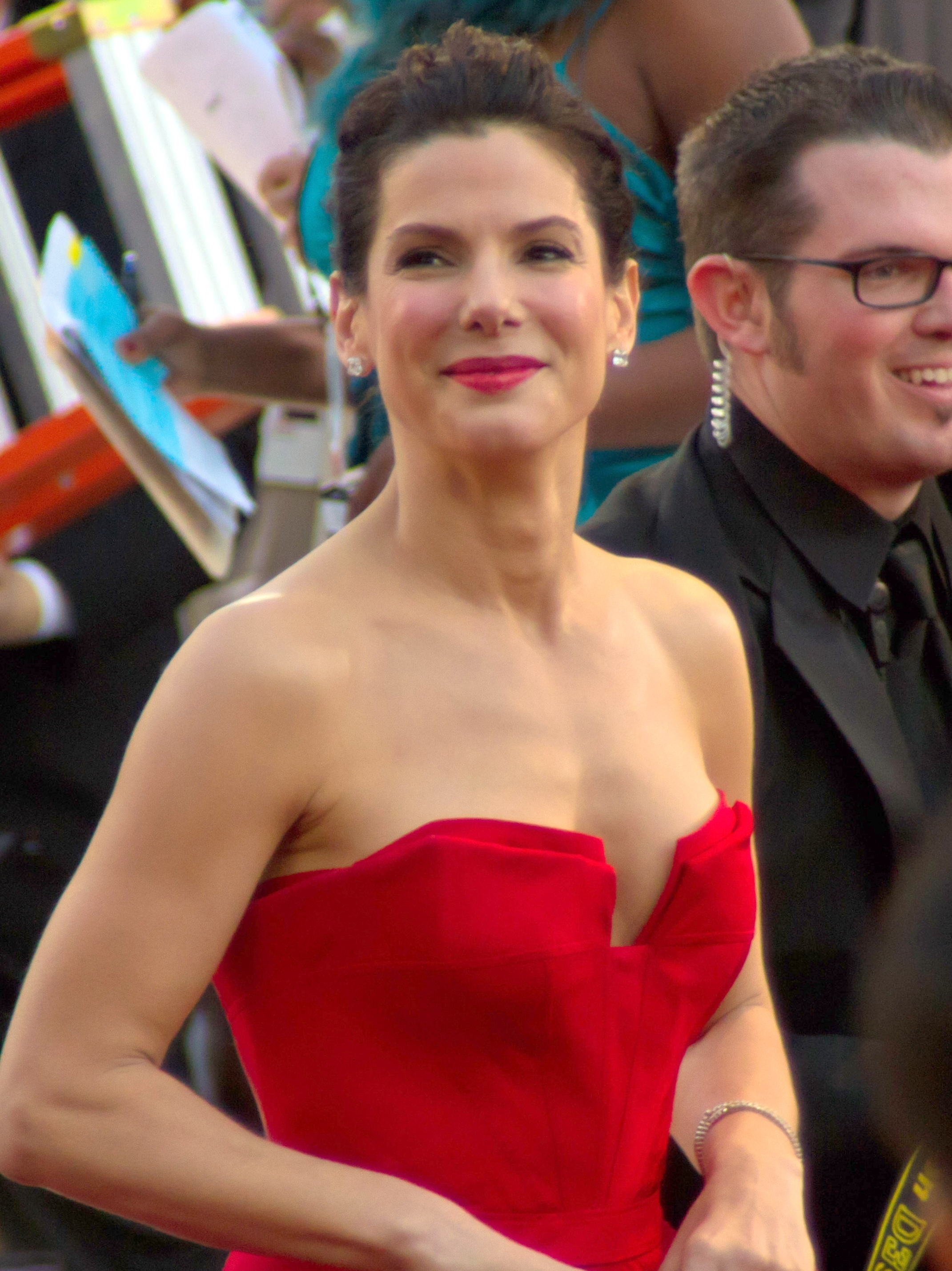
Bullock la 83rd Academy Awards in 2011

| Titlu                                   | An               | Rol                                | Note                                                 | Ref                  |
| --------------------------------------- | ---------------- | ---------------------------------- | ---------------------------------------------------- | -------------------- |
| Hangmen                                 | 1987             | Lisa Edwards                       |                                                      | [ 3 ]                |
| A Fool and His Money                    | 1989             | Debby Cosgrove                     | Also known as Religion, Inc. Direct-to-video release | [ 4 ] [ 5 ]          |
| Who Shot Patakango?                     | 1989             | Devlin Moran                       | Direct-to-video release                              | [ 4 ] [ 6 ]          |
| Love Potion No. 9                       | 1992             | Diane Farrow                       |                                                      | [ 4 ] [ 7 ]          |
| The Vanishing                           | 1993             | Diane Shaver                       |                                                      | [ 8 ]                |
| When the Party's Over                   | 1993             | Amanda                             |                                                      | [ 9 ]                |
| The Thing Called Love                   | 1993             | Linda Lue Linden                   |                                                      | [ 10 ]               |
| Demolition Man                          | 1993             | Lenina Huxley                      |                                                      | [ 11 ]               |
| Fire on the Amazon                      | 1993             | Alyssa Rothman                     |                                                      | [ 12 ] [ 13 ] [ 14 ] |
| Wrestling Ernest Hemingway              | 1993             | Elaine                             |                                                      | [ 15 ]               |
| Speed                                   | 1994             | Annie Porter                       |                                                      | [ 16 ]               |
| Who Do I Gotta Kill?                    | 1994             | Lori                               | Also known as Me & The Mob Direct-to-video release   | [ 4 ] [ 17 ]         |
| While You Were Sleeping                 | 1995             | Lucy Eleanor Moderatz              |                                                      | [ 18 ]               |
| The Net                                 | 1995             | Angela Bennett                     |                                                      | [ 19 ]               |
| Two If by Sea                           | 1996             | Roz                                |                                                      | [ 20 ]               |
| A Time to Kill                          | 1996             | Ellen Roark                        |                                                      | [ 21 ]               |
| In Love and War                         | 1996             | Agnes von Kurowsky                 |                                                      | [ 22 ] [ 23 ]        |
| Speed 2: Cruise Control                 | 1997             | Annie Porter                       |                                                      | [ 24 ]               |
| Hope Floats                             | 1998             | Birdee Pruitt                      | Și producător executiv                               | [ 25 ]               |
| Making Sandwiches                       | 1998             | Melba Club                         | Short film Și producător, regizor, scenarist         | [ 26 ]               |
| Practical Magic                         | 1998             | Sally Owens                        |                                                      | [ 27 ]               |
| The Prince of Egypt                     | 1998             | Miriam                             | Voce                                                 | [ 28 ]               |
| Forces of Nature                        | 1999             | Sarah Lewis                        |                                                      | [ 29 ]               |
| Gun Shy                                 | 2000             | Judy Tipp                          | Și producător, producător executiv                   | [ 30 ] [ 31 ]        |
| 28 Days                                 | 2000             | Gwen Cummings                      |                                                      | [ 32 ]               |
| Miss Congeniality                       | 2000             | Gracie Hart                        | Și producător                                        | [ 33 ]               |
| Kate & Leopold                          | 2001             | —                                  | Doar producător                                      | [ 34 ]               |
| Murder by Numbers                       | 2002             | Det. Cassie Mayweather             | Și producător executiv                               | [ 35 ]               |
| Divine Secrets of the Ya-Ya Sisterhood  | 2002             | Siddalee Walker                    |                                                      | [ 36 ]               |
| Two Weeks Notice                        | 2002             | Lucy Kelson                        | Și producător                                        | [ 37 ]               |
| Crash                                   | 2004             | Jean Cabot                         |                                                      | [ 38 ]               |
| Loverboy                                | 2005             | Mrs. Harker                        |                                                      | [ 39 ]               |
| Miss Congeniality 2: Armed and Fabulous | 2005             | Gracie Hart                        | Și producător                                        | [ 40 ]               |
| The Lake House                          | 2006             | Dr. Kate Forster                   |                                                      | [ 41 ]               |
| Infamous                                | 2006             | Harper Lee                         |                                                      | [ 42 ]               |
| Premonition                             | 2007             | Linda Hanson                       |                                                      | [ 43 ]               |
| The Proposal                            | 2009             | Margaret Tate                      | Și producător executiv                               | [ 44 ]               |
| All About Steve                         | 2009             | Mary Horowitz                      | Și producător                                        | [ 45 ]               |
| The Blind Side                          | 2009             | Leigh Anne Tuohy                   |                                                      | [ 46 ]               |
| Extremely Loud & Incredibly Close       | 2011             | Linda Schell                       |                                                      | [ 47 ]               |
| The Heat                                | 2013             | Special Agent Sarah Ashburn        |                                                      | [ 48 ]               |
| Gravity                                 | 2013             | Dr. Ryan Stone                     |                                                      | [ 49 ]               |
| The Prime Ministers: The Pioneers       | 2013             | Golda Meir                         | Documentar Voce                                      | [ 50 ]               |
| Minions                                 | 2015             | Scarlet Overkill                   | Doar voce                                            | [ 51 ]               |
| Our Brand Is Crisis                     | 2015             | "Calamity" Jane Bodine             | Și producător executiv                               | [ 52 ]               |
| Ocean's 8                               | 2018             | Debbie Ocean                       | Și producător executiv                               | [ 53 ]               |
| Bird Box                                | Malorie Hayes    | Also executive producer            | [ 54 ]                                               |                      |
| 2021                                    | The Unforgivable | Ruth Slater                        | Also producer                                        | [ 55 ]               |
| 2022                                    | The Lost City    | Loretta Sage / Dr. Angela Lovemore | Also producer                                        | [ 56 ]               |
| 2022                                    | Bullet Train †   | Maria Beetle                       | Post-production                                      | [ 57 ]               |

## Televiziune
| Titlu                                                            | An(i)     | Rol                         | Note                                           | Ref.          |
| ---------------------------------------------------------------- | --------- | --------------------------- | ---------------------------------------------- | ------------- |
| Bionic Showdown: The Six Million Dollar Man and the Bionic Woman | 1989      | Kate Mason                  | Film TV                                        | [ 58 ]        |
| Starting from Scratch                                            | 1989      | Barbara Webster             | Episode:"Confidence Game"                      | [ 59 ]        |
| The Preppie Murder                                               | 1989      | Stacy                       | Film TV                                        | [ 60 ]        |
| Working Girl                                                     | 1990      | Tess McGill                 | 12 episoade                                    | [ 61 ]        |
| Lucky Chances                                                    | 1990      | Maria Santangelo Miniserial | [ 62 ]                                         |               |
| George Lopez                                                     | 2002−2004 | Accident Amy                | 3 episoade (guest star) Și producător executiv | [ 63 ] [ 64 ] |